# Suite per a orquestra núm. 2 (Enescu)
La Suite per a orquestra núm. 2 en do major, op. 20, va ser composta per George Enescu el 1915 i es va presentar per primera vegada sota la direcció del compositor a Bucarest l'any següent.

## Origen i context
Després de l'exòtic món oníric de les Tres cançons sobre poemes de Fernand Gregh, la Segona Suite per a orquestra torna a ser com un contrast complet. És la culminació de la sèrie 'neoclàssica' d'Enescu; els moviments exteriors (Ouverture i Bourrée) es basen en un tema de bullicioses figuracions de violí que simulen el Barroc, i els moviments interiors són una Sarabande, una Gigue, un Menuet grave i una Aria. L'escriptura dels moviments ràpids és nítida i, de vegades, divertida, d’una manera que pot semblar en deute amb la Simfonia clàssica de Prokófiev (1917), Le tombeau de Couperin de Ravel (1917) o la Pulcinella de Stravinski (1919), llevat que la Suite d’Enescu és anterior a tot això. Es va compondre principalment durant l’agost de 1915, un mes després d'escriure la segona de les cançons de Gregh i la Mazurka i el Burlesque de la Tercera Suite per a piano.
Igual que amb la Segona Simfonia, la partitura inicial va ser escrita sense l'ajut d'un piano. L'orquestració es va completar al desembre i la Suite es va representar dues vegades el 1916 a Bucarest abans que passés la seva llarga hibernació a Moscou. Va romandre com una de les obres preferides d'Enescu i hi ha un enregistrament, que data del 1946, d'ell dirigint l'Orquestra Estatal de l'URSS d'un únic moviment, la Gigue. Un dels signes del seu afecte per aquesta suite és el seu constant desig de revisar-la: va prometre al director George Georgescu el 1935 que reelaboraria la partitura per última vegada, però el 1951 encara planejava fer nous canvis. En comparació amb les Simfonies, la Suite és una obra senzilla, amb textures clares i obertes. L'obsessió d'Enescu per la revisió reflecteix el seu sentit de com buscava amb precisió l'equilibri i la claredat de la partitura. No hi ha res casual en aquesta senzillesa, i l’obra no és una mera seqüència de peces separades juntes; hi ha vincles temàtics explícits entre els moviments.